# Landgericht Stargard

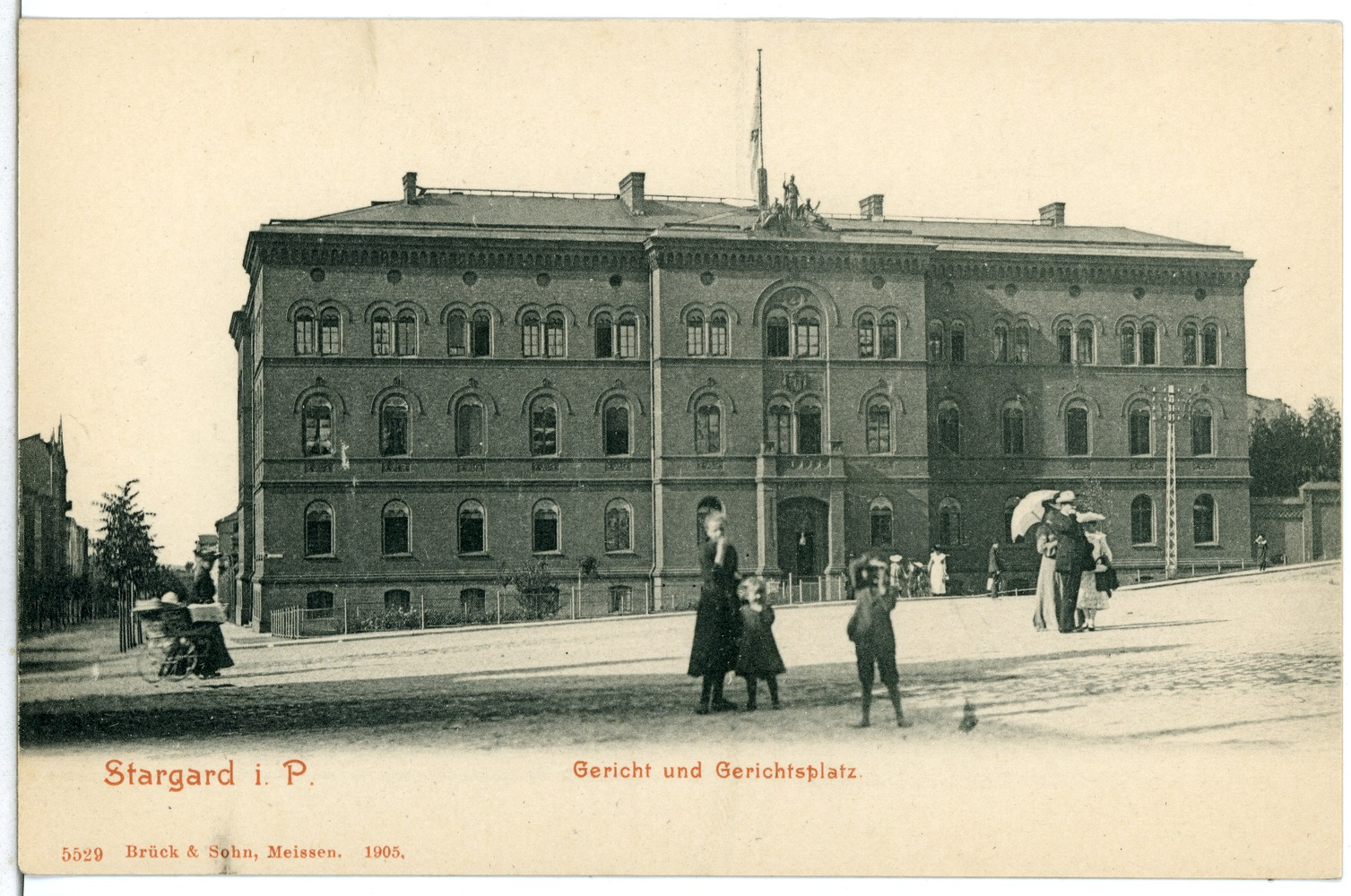
Landgerichtsgebäude im Jahr 1904

Das Landgericht Stargard war ein preußisches Gericht der ordentlichen Gerichtsbarkeit im Bezirk des Oberlandesgerichtes Stettin mit Sitz in Stargard.

## Geschichte
Das königlich preußische Landgericht Stargard wurde mit Wirkung zum 1. Oktober 1879 als eines von fünf Landgerichten im Bezirk des Oberlandesgerichtes Stettin gebildet. Vorher bestanden in der Provinz Pommern die drei Appellationsgerichte Cöslin Greifswald und Stettin. Der Sitz des Gerichtes war Stargard. Das Landgericht war für die Kreise Dramburg, Greifenberg, Naugard, Pyritz, Regenwalde und Saatzig zuständig.
Ihm waren folgende 14 Amtsgerichte zugeordnet:
| Amtsgericht                     | Sitz        | Bezirk |
| ------------------------------- | ----------- | --- |
| Amtsgericht Callies             | Callies     | aus dem Kreis Dramburg der Stadtbezirk Callies und die Amtsbezirke Balster, Griff, Gutsdorf, Pammin, Alt-Stüdnitz, Forst Wildforth und Zuchow |
| Amtsgericht Dramburg            | Dramburg    | der Kreis Dramburg ohne die Teile, die den Amtsgerichten Callies und Falkenburg zugeordnet sind |
| Amtsgericht Falkenburg          | Falkenburg  | aus dem Kreis Dramburg der Stadtbezirk Falkenburg und die Amtsbezirke Eichenberge, Falkenburg, Jägershorst, Linichen, Plagow, Sabin, Virchow und Alt-Wuhrow |
| Amtsgericht Gollnow             | Gollnow     | aus dem Kreis Naugard der Stadtbezirk Gollnow, die Amtsbezirke Augustwalde, Barfußdorf, Carlshof, Groß-Christinenberg, Fürstenflagge, Hackenwalde, Lübzin, Pütt und Speck, der Amtsbezirk Friedrichswalde ohne die Gemeindebezirke Friedrichswalde und Hinzendorf, der Amtsbezirk Großenhagen ohne den Gemeinde- und Gutsbezirk Großenhagen, der Gemeindebezirk Glewitz aus dem Amtsbezirk Criewitz und die Gemeindebezirke Diedrichsdorf und Stevenhagen aus dem Amtsbezirk Priemhausen                                             |
| Amtsgericht Greifenberg         | Greifenberg | der Kreis Greifenberg ohne die Teile, die dem Amtsgericht Treptow a.R. zugeordnet sind; aus dem Kreis Regenwalde der Stadtbezirk Plathe, die Amtsbezirke Plathe A und Wisbu, der Amtsbezirk Witzmitz ohne den Gemeinde- und Gutsbezirk Geiglitz, der Gemeindebezirk Kutzer und die Gutsbezirke Bandekow und Plathe aus dem Amtsbezirk Plathe B |
| Amtsgericht Jakobshagen         | Jakobshagen | aus dem Kreis Saatzig die Stadtbezirke Freienwalde und Jacobshagen, die Amtsbezirke Ball, Falkenwalde, Ravenstein, Saatzig, Steinhöfel und Vehlingsdorf, der Amtsbezirk Temnick ohne den Teil der dem Amtsgericht Rörenberg zugeordnet war, die Gemeinde- und Gutsbezirke Kannenberg, Karkow aus dem Amtsbezirk Kannenberg, die Gemeindebezirke Büche und Goldbeck aus dem Amtsbezirk Marienfließ und der Gemeindebezirk Silbersdorf, der Gutsbezirk Woltersdorf und der Gemeinde- und Gutsbezirk Voßberg aus dem Amtsbezirk Voßberg |
| Amtsgericht Labes               | Labes       | der Kreis Regenwalde ohne die Teile, die den Amtsgerichten Greifenberg und Regenwalde zugeordnet sind |
| Amtsgericht Massow              | Massow      | aus dem Kreis Naugard der Stadtbezirk Massow, die Amtsbezirke Daarz, Faulen-Benz, Hermelsdorf, Korkenhagen und Wachlin, die Gemeindebezirke Friedrichswalde und Hinzendorf aus dem Amtsbezirk Friedrichswalde, der Gemeinde- und Gutsbezirk Großenhagen aus dem Amtsbezirk Großenhagen und der Gemeindebezirk Priemhausen und der Gutsbezirk Forstrevier der Stadt Stargard aus dem Amtsbezirk Priemhausen |
| Amtsgericht Naugard             | Naugard     | der Kreis Naugard ohne die Teile, die den Amtsgerichten Gollnow und Massow zugeordnet sind |
| Amtsgericht Nörenberg           | Nörenberg   | aus dem Kreis Saatzig der Stadtbezirk Nörenberg, die Amtsbezirke Klein-Lienichen, Rahnwerder, Groß-Silber, Alt-Storkow, Zamzow, Zehrten und Zeinicke, die Gutsbezirke Klein-Grünow, Nörenberg und Schlossgut sowie der Gemeinde- und Gutsbezirk Temmick aus dem Amtsbezirk Temnick |
| Amtsgericht Pyritz              | Pyritz      | der Kreis Pyritz ohne die Teile, die dem Amtsgericht Stargard zugeordnet sind |
| Amtsgericht Regenwalde          | Regenwalde  | aus dem Kreis Regenwalde der Stadtbezirk Regenwalde, die Amtsbezirke Maldewin, Regenwalde und Stargordt, der Amtsbezirk Plathe B ohne den Teil der dem Amtsgericht Greifenberg zugeordnet war, dem Gemeindebezirk Niederhagen, die Gutsbezirke Elvershagen und Oberhagen und der Gemeinde- und Gutsbezirk Dorow aus dem Amtsbezirk Elvershagen, der Gemeinde- und Gutsbezirk Geiglitz aus dem Amtsbezirk Witzmitz und der Gemeindebezirk Vogelsang und die Gutsbezirke Grünhof und Höckenberg aus dem Amtsbezirk Wolkow              |
| Amtsgericht Stargard            | Stargard    | der Kreis Saatzig ohne die Teile, die den Amtsgerichten Jacobshagen und Nörenberg zugeordnet sind; aus dem Kreis Pyritz die Amtsbezirke Barnimskunow, Blankensee, Collin, Cremzow, Dölitz, Fürstensee, Gottberg, Klützkow, Petznick, Prilipp, Sallenthin, Sandow, Schlötzenitz und Warnitz und den Amtsbezirk Werben ohne den Gutsbezirk Paß |
| Amtsgericht Treptow an der Rega | Treptow     | aus dem Kreis Greifenberg der Stadtbezirk Treptow, die Amtsbezirke Carnitz, Gützlaffshagen, Gummin, Hagenow, Hoff, Kirchhagen, Neuhof, Parpart, Strandheide, Zedlin und Zimdarse, die Gemeindebezirke Behlkow und Darsow und die Gutsbezirke Moldtow und Succowshof aus dem Amtsbezirk Molstow und der Gemeindebezirk Klätkow, der Gutsbezirk Weselow und der Gemeinde- und Gutsbezirk Wangerin aus dem Amtsbezirk Woedtke |

Der  Landgerichtsbezirk hatte im Jahre 1888 283.413 Einwohner. Am Gericht waren ein Präsident, ein Direktor und sechs Richter tätig. Im Rahmen der reichsweiten Sparmaßnahmen während der Weltwirtschaftskrise wurde das Amtsgericht Jakobshagen zum 30. September 1932 aufgehoben.
Im Jahre 1945 wurde Stargard unter polnische Verwaltung gestellt, und das Landgericht Stargard musste seine Arbeit einstellen.

## Gerichtsgebäude
Das Landgerichtsgebäude wurde 1945 zerstört und nicht wieder aufgebaut.

## Richter
- Felix Boehmer, Landgerichtsdirektor bis 1907